# Milda (bogini)
Milda – litewska bogini piękna i miłości. Popularne imię żeńskie na Litwie.